# Circondario di Alcamo
Il circondario di Alcamo era uno dei tre circondari in cui era suddivisa la provincia di Trapani, esistito dal 1861 al 1927.

## Storia
Con l'Unità d'Italia (1861) la suddivisione in province e circondari stabilita dal Decreto Rattazzi fu estesa all'intera Penisola.
Il circondario di Alcamo fu abolito, come tutti i circondari italiani, nel 1927, nell'ambito della riorganizzazione della struttura statale voluta dal regime fascista. Tutti i comuni che lo componevano rimasero in provincia di Trapani.

## Suddivisione
Nel 1863, la composizione del circondario era la seguente:
1. Mandamento I di Alcamo
  - Alcamo, Camporeale
2. Mandamento II di Calatafimi
  - Calatafimi, Vita
3. Mandamento III di Castellammare del Golfo
  - Castellammare del Golfo
4. Mandamento IV di Gibellina
  - Gibellina, Poggioreale, Salaparuta